# Schizonycha deserta
Schizonycha deserta är en skalbaggsart som beskrevs av Moser 1914. Schizonycha deserta ingår i släktet Schizonycha och familjen Melolonthidae. Inga underarter finns listade i Catalogue of Life.